# Dosarul „Mafia Cărnii”
Dosarul „Mafia Cărnii” este un scandal de înșelăciune și de corupție din România din 2014. Acest dosar prevede acuzații de evaziune fiscală și punere în circulație de produse din carne alterată. Evaziunea fiscală se ridică la un prejudiciu de peste 24,5milioane de euro. Firme fantomă cumpărau carne aproape expirată și ouă din UE, din state precum Olanda, Polonia, Marea Britanie etc. Carnea era adusă în România și dată către distribuitori, fiind reambalată de către producătorii de mezeluri. Zece suspecți au fost arestați preventiv, iar 80 de persoane au fost audiate de către procurori DIICOT, printre suspecți numărându-se polițiști de frontieră și angajați de la Protecția Consumatorului.
La 12 martie 2014 au avut loc 102 percheziții domiciliare în 18 județe.  Sute de tone de carne au fost retrase de pe piață sau distruse. 
Conform SRI, Mafia Cărnii reprezintă o amenințare la adresa siguranței naționale.

## Legături externe
- Dosarul Mafia Cărnii: Patru persoane, între care doi inspectori de la DSV Cluj, reținute, Realitatea, 20 martie 2014

1. ↑  „ANCHETĂ FĂRĂ PRECEDENT. Vezi cum acționa MAFIA CĂRNII și traseul produselor alterate”. Fanatik.
2. ↑  „Dosarul "MAFIA CĂRNII": Zece persoane au fost arestate. Cum acționau membrii rețelei infracționale”. jurnalul.ro.
3. ↑  „DOSARUL MAFIA CARNII. Sute de tone de carne au fost retrase de pe piata sau distruse. Paguba se ridica la 15 milioane de euro”. stirileprotv.ro.
4. ↑  „SRI: Mafia cărnii, amenințare la adresa siguranței naționale”. digi24.ro.